# Guy Pearce
Guy Edward Pearce (Cambridgeshire, 5 de outubro de 1967) é um ator australiano, nascido no Reino Unido. Ficou conhecido especialmente por algumas atuações elogiadas, como em Priscila, a rainha do deserto, Los Angeles, Cidade Proibida e Amnésia. Interpretou Andy Warhol no filme Factory Girl.

## Carreira
Pearce atuou em várias produções de teatro quando era jovem e com 17 anos de idade audição para o filme "Vida e estudar na universidade" primeiro papel uma promoção para estudo da Universidade, produzido e dirigido por Peter Lane, da Universidade Deakin. A parte principal chamado para um estudante da Universidade 23 anos de idade e no início ele foi rejeitado devido à sua tenra idade, mas a mãe Pearce insistiu que seu filho poderia desempenhar o papel. Depois de repetidas garantias de que ele poderia lidar com o papel, ele foi ouvido e aceito. Sua maturidade como ator já está presente como ele havia dominado a técnica de "falando para a câmera". Pearce, em seguida, formou a televisão quando ele foi lançado nos países vizinhos de ópera australianos sabão em 1985, desempenhando o papel de Mike jovem durante vários anos. Pearce também encontrou papéis em outras séries de televisão como a Home and Away (1988) e Snowy River: The McGregor Saga (1993).
Pearce no 2007 Toronto International Film Festival
O diretor / produtor / escritor Frank Pearce Howson elenco em seus três primeiros filmes, e pagou-lhe para ir ao Festival de Cinema de Cannes em 1991 para a estréia da Caça Howson-dirigida. A campanha publicitária que acompanha Howson financiado trouxe Pearce a atenção da indústria cinematográfica internacional. Ele fez sua estreia primeiro grande filme pouco depois, com seu papel de uma drag queen em As Aventuras de Priscilla, Rainha do Deserto, em 1994. Desde então, ele apareceu em várias produções americanas, como L.A. Confidential, Vorazes, Rules of Engagement, Memento, O Conde de Monte Cristo e A Máquina do Tempo. Pearce retrata o artista pop Andy Warhol em Factory Girl e Harry Houdini em Atos que Desafiam a Morte. Ele também apareceu em In the Road e em Bedtime Stories, com Adam Sandler.
Pearce continua a executar em produções australianas de teatro, bem como filmes australianos, como The Hard Word (2002) e o elogiado A Proposition (2005). Em janeiro de 2009, Pearce retornou ao palco após uma ausência de sete anos. Ele se apresentou em Melbourne produção Companhia de Teatro de menino pobre, uma peça de teatro com música, co-escrito por Matt Cameron e Tim Finn.
Em 2010 ele apareceu como o playboy David, o Príncipe de Gales, que se tornou rei Edward VIII, no premiado filme O Discurso do Rei.
Pearce apareceu em vídeo Silverchair banda australiana da música "Across the Night" e em vídeo Razorlight para "Before I Fall to Pieces". Ele gravou a trilha sonora de Uma guitarra Slipping Down Life, cantando e tocando covers de músicas de Ron Sexsmith, Vic Chesnutt e Hitchcock Robyn.
Em 18 de setembro de 2011, Pearce ganhou um Emmy de Melhor Ator Coadjuvante em minissérie por seu trabalho em Mildred Pierce como Monty Beragon.
Em maio de 2012, Pearce foi escalado para estrelar David Michôd The Rover. Em 2013, ele atuou como Dr. Aldrich Killian no filme, Homem de Ferro 3.

### Vida Pessoal
Foi casado com Kate Mestitz, uma psicóloga, de 1997 a 2015. Ele é um apoiante de longa data do clube de futebol Geelong no Australian Football League (Aussie Rules). Pearce não acredita em Deus, mas acredita que "estamos todos conectados".
Pearce atualmente está em um relacionamento com a atriz holandesa Carice van Houten com quem tem um filho, Monte, nascido em agosto de 2016.

## Filmografia
- 2020 - Bloodshot
- 2018 - The Innocents
- 2017 - Alien: Covenant
- 2017 - Andorra
- 2016 - Brimstone
- 2016 - Flammable Children
- 2016 - When We Rise (1ª Temporada)
- 2016 - Jack Irish (1ª Temporada)
- 2016 - Genius (O Mestre dos Gênios)
- 2015 - Holding the Man
- 2015 - Equals
- 2015 - Results (Resultados)
- 2014 - The Rover
- 2013 - Iron Man 3
- 2012 - Breathe In (Paixão Inocente)
- 2012 - Lawless (Os Infratores)
- 2012 - Lockout
- 2012 . Prometheus
- 2012 . Seeking Justice
- 2011 - Don't Be Afraid of the Dark
- 2011 - 33 Cartões Postais
- 2011 - Seeking Justice
- 2010 - O Discurso do Rei (The King's Speech)
- 2009 - The Hurt Locker
- 2008 - The Road
- 2008 - Bed Stories
- 2008 - In Her Skin
- 2008 - Traitor
- 2008 - Winged Creatures
- 2007 - Death Defying Acts
- 2006 - Factory Girl
- 2006 - First Snow
- 2005 - Escolha Mortal (The Proposition)
- 2004 - Dois Irmãos (Two Brothers)
- 2002 - A Máquina do Tempo (The Time Machine)
- 2002 - O Conde de Monte Cristo (The Count of Monte Cristo)
- 2000 - Compromisso de Honra (Rules of Engagement)
- 2000 - Amnésia (Memento)
- 1999 - O Insaciável (Ravenous)
- 1997 - Los Angeles - Cidade Proibida (L.A. Confidential)
- 1994 - Priscilla, Rainha do Deserto (The Adventures of Priscilla, Queen of the Desert)

## Televisão
- 2022 - A Spy Among Friends - Kim Philby[11]

## Prêmios e Indicações

#### Oscar
| Ano  | Categoria               | Indicação     | Notas    |
| ---- | ----------------------- | ------------- | -------- |
| 2025 | Melhor Ator Coadjuvante | The Brutalist | Indicado |

#### BAFTA
| Ano  | Categoria               | Indicação     | Notas    |
| ---- | ----------------------- | ------------- | -------- |
| 2025 | Melhor Ator Coadjuvante | The Brutalist | Indicado |

#### Emmy do Primetime
| Ano  | Categoria                                          | Indicação      | Notas  |
| ---- | -------------------------------------------------- | -------------- | ------ |
| 2011 | Melhor Ator Coadjuvante em Minissérie ou Telefilme | Mildred Pierce | Venceu |

#### Emmy do Daytime
| Ano  | Categoria                             | Indicação  | Notas    |
| ---- | ------------------------------------- | ---------- | -------- |
| 2024 | Melhor Performance Convidada em Drama | Neighbours | Indicado |

#### Globo de Ouro
| Ano  | Categoria                            | Indicação      | Notas    |
| ---- | ------------------------------------ | -------------- | -------- |
| 2012 | Melhor Ator Coadjuvante em Televisão | Mildred Pierce | Indicado |
| 2025 | Melhor Ator Coadjuvante em Cinema    | The Brutalist  | Indicado |

#### SAG Awards
| Ano  | Categoria                              | Indicação         | Notas    |
| ---- | -------------------------------------- | ----------------- | -------- |
| 1998 | Melhor Elenco em Cinema                | L.A. Confidential | Indicado |
| 2011 | Melhor Elenco em Cinema                | The King's Speech | Venceu   |
| 2012 | Melhor Ator em Minissérie ou Telefilme | Mildred Pierce    | Indicado |